# Programa Vida no Trânsito
O Programa Vida no Trânsito é uma iniciativa do Governo Federal do Brasil para reduzir lesões e mortes no trânsito, conforme proposto pela Década de Ação pela Segurança no Trânsito. No nível federal é coordenado pelo Ministério da Saúde em parceria com outros Ministérios e Órgãos do Governo Federal. Nos níveis estadual e municipal é existem coordenações locais, compostas por equipes de secretarias e departamentos das áreas de trânsito, saúde, segurança pública, mobilidade urbana, educação, entre outros.

## Histórico
A origem do Programa Vida no Trânsito está na 1ª Conferência Internacional de Ministros de Transporte, que ocorreu em 2009 em Moscow. Durante a Conferência foi apresentado que a carga mundial de vítimas fatais de acidentes de trânsito estava em 1.3 milhão de pessoas por ano. Com base nesta e outras informações, foi proposta uma iniciativa para um rápido plano de ação nos dez países que concentravam 48% desta carga de mortes (Brasil, Camboja, China, Egito, Índia, Kenia, México, Russia, Turquia e Vietnam). Esta iniciativa foi estruturada como um consórcio internacional que recebeu o Nome de Road Safety in Ten Countries (RS-10). No Brasil, quando este aderiu ao consórcio, a iniciativa recebeu o nome de Programa Vida no Trânsito (PVT).
Para o início do Projeto foi criada uma comissão interministerial composta pelos ministérios das Cidades, Saúde, Justiça e Casa Civil. Na sua primeira fase (2010-2012) o PVT foi implementado em cinco capitais piloto, sendo elas Belo Horizonte, Campo Grande, Curitiba, Palmas e Teresina. Após a avaliação do período inicial, o projeto passou a ser denominado Programa Vida no Trânsito e foi expandido para todas as capitais do país (que quisessem aderir), cidade com mais de um milhão de habitantes e uma cidade da tríplice fronteira (2012-2018). No ano de 2018 foi aberta a opção para que todas as cidades que quisessem implementar o PVT pudessem fazê-lo. Isto deve ocorrer por meio de solicitação formal do gestor de cada município às Secretarias Estaduais de Saúde, para que estas encaminhem o processo de adesão ao Governo Federal e recebam o apoio necessário para a implementação do Programa, com a intermediação dos governos estaduais.

## Metodologia do Programa Vida no Trânsito
O processo metodológico do PVT foi inicialmente proposto pelos consultores Global Road Safety Partnership e posteriormente contaram com o apoio dos técnicos da Comissão Federal, equipes estaduais e municipais e atuaram na implementação do PVT. O método, segundo proposto em seu guia de implementação, possui as seguintes etapas metodológicas:
- Articulação intersetorial;
- Qualificação e integração de dados;
- Ações integradas de segurança no trânsito;
- Monitoramento e avaliação.

## Benefícios da Implementação do Programa Vida no Trânsito
Entre os benefícios diretos estão a redução significativa de lesões e mortes no trânsito em grande parte das localidades que implementam a metodologia, articulação intersetorial, integração e qualificação de dados de múltiplas fontes de dados de acidentes de trânsito (como segurança pública, atendimentos de resgate, internações hospitalares e registros de óbitos, entre outros).